# Microphyllopteris
Microphyllopteris is een vormgeslacht van uitgestorven varens uit de orde Gleicheniales, die door sommige auteurs tot de familie Gleicheniaceae worden gerekend.
Vertegenwoordigers van deze groep uit het Jura en het Krijt (200 tot 65 miljoen jaar geleden) zijn gevonden in onder andere Nieuw-Zeeland en Australië.

## Naamgeving en etymologie
De botanische naam Microphyllopteris is afgeleid van het Oudgriekse μικρός, mikros (klein), φύλλον, phullon (blad) en πτερίς, pteris (veer, varen).

## Kenmerken
De soorten in dit geslacht lijken op die van het recente geslacht Gleichenia. Ze hebben veerdelig ingesneden bladen, tot 8 cm lang, met een stevige, soms gegroefde bladspil en kleine maar dikke, tegenoverstaande of alternerend geplaatste, afgeronde bladslipjes.

## Soortenlijst
Hier volgt een onvolledige soortenlijst:
- Microphyllopteris delicata Miller and Hickey
- Microphyllopteris gieseckiana (Heer) Miller and Hickey
- Microphyllopteris gleichenoides (Oldham & Morris) Walkom. (1892)
- Microphyllopteris pectinata (Hector) E.Arber (1917)

Geslachten: Dicranopteris · Diplopterygium · Gleichenella · Gleichenia · Microphyllopteris † · Sticherus · Stromatopteris